# 大祚栄
大 祚栄（だい そえい）は、渤海の初代王。靺鞨族。契丹の反唐活動に乗じて、高句麗遺民と靺鞨族とを統合し、高句麗の故地に渤海を建国した。唐から与えられた称号は渤海郡王であり、忽汗州都督府都督の官職を受けた。

## 概要
万歳通天元年（696年）に営州地方（現在の遼寧省朝陽市）で父の乞乞仲象と共に自立を画策し、聖暦元年（698年）には自立の動きに反対する武周軍を破って震国を建国した。金毓黻は、粟末靺鞨出身の大祚栄集団が営州に移された理由は、高句麗滅亡前に突地稽のような粟末靺鞨が既に営州に居住していたためと説明している。
武周は震国を牽制するために、大祚栄に官職を与える懐柔策や、軍事的な圧力を加えることで緊張関係が継続していたが、神龍元年（705年）には復活した唐の招安に応じ、唐臣としての地位を確認、唐も結局先天2年（713年）に「渤海郡王」の称号を与え、同時に忽汗州都督府都督を兼任することで正式に冊封体制に組み込まれるに至った。
外交関係としては、唐との修好関係以外に突厥、契丹、新羅、日本との外交関係も構築し、海を隔てた日本を除く4ヶ国との緩衝国家としての地位を評価する説も存在している。
開元7年（719年）に薨去、その地位は次男の大武芸が継承した。
現代の永順太氏一族は大祚栄の父・太仲象（乞乞仲象）を始祖として崇めるため、集姓村の慶尚北道慶山市南川面松栢里渤海村に大祚栄を祀っている。

## 姓名
渤海建国者「大祚栄」は、本名が「祚栄」であり、本来姓氏がなく、後に尊称として渤海王族の姓氏「大」を名乗った。
699年、大祚栄は靺鞨国王として自立し、尊称「da（古代ツングース語で酋長を意味する）」から渤海王族の姓氏「大」をつくり、その姓を名乗った。
稲葉岩吉は、靺鞨に相当する語を梵語（Makha、大の意）に求めて大人の意と解し、「姓は大氏」の大氏はその訳字とみた。したがって、種族の名称としては、粛慎より直ちに女真（女直）となる訳で、女真の名称は契丹以後のものでなく、渤海の始祖乞乞仲象の乞乞がすなわち女直の初音と考えた。すなわち乞乞仲象・大祚栄は女真の巨酋であり、この巨酋が中心となって渤海国を建国、渤海の主権者および司配階級は、松花江・黒竜江の女直とした。
契丹語・遼史学者の愛新覚羅烏拉熙春の研究によると、契丹文が「東丹国」と「渤海国」とを同時に言及する際には、「東丹国」には「dan gur」を用い、「渤海国」には「mos-i gur」を使用する。「dan gur」は、契丹人の渤海の故地に対する旧称であり、「mos-i gur」は渤海王族の姓氏「大」の意訳を使用してその国を指したものである。形容詞「大きい」は、契丹語には二種類の文法的形式があり、男性形は「mo」、女性形は「mos」、「mos-i」は、文法的変化語尾「-i」を帯びる女性形であり、契丹人が北宋に対し正式な国号「suŋ gur（宋国）」を使用するとともに、非正式的な他称「ʤiaugu-i gur（漢兒国。「ʤiaugu-i」、本義は「趙国」。北宋皇帝の姓氏「趙」を用いてその国を指す）」をも用いる方法と同様である。「mos-i gur」の解読の結果が示すところでは、渤海王族の姓氏「大」は渤海本族語ではない可能性がある。渤海王族の姓氏「大」の採用は、祚栄が開国して王となって以後であるが、かかる情況は契丹人は本来姓氏がなく、遼太祖が家を変じて国と為してのち居住地の名「耶律」を姓氏とした歴史と酷似する。渤海王族の姓氏「大」が渤海本族語であるならば、契丹人は音訳形式でこの単語の発音を綴るはずであり、契丹語の形容詞「mos-i」を用いて意訳する必要はない。また、「祚栄」自身の名および後継の渤海歴代国王の名はみな漢語であり、漢文化浸潤の程度が契丹人より遥かに甚だしかったことがわかる。
| 漢文          | 契丹文               | 契丹文                        | 契丹文 |
| ------------- | -------------------- | ----------------------------- | ------ |
|               | 正式な国号           | 非正式な国号                  |        |
| 遼国、契丹国  | kita-i gur（契丹国） |                               |        |
| 宋国          | suŋ gur（宋国）      | ʤiaugu-i gur（本義 : 趙氏国） |        |
| 渤海国        | dan gur（「丹」国）  | mos-i gur（本義 : 大氏国）    |        |
| 渤海国→東丹国 | dan gur（「丹」国）  |                               |        |

## 出自
大祚栄や渤海国の成り立ちに関して『旧唐書』は「渤海靺鞨の大祚栄、本は高麗の別種なり」（渤海靺鞨大祚榮者，本高麗別種也）と記し、『新唐書』はより具体的に「本来高麗に付いていた粟末靺鞨の者で、姓は大氏である」（渤海、本粟末靺鞨附高麗者。姓大氏）とする。
ツングース系民族の靺鞨であると日本の学界では広く受け入れられており、「高句麗に居住していた靺鞨人」「かつて高句麗に属していた粟末靺鞨人」「高句麗に帰化していた靺鞨人」「高句麗に同化していた靺鞨人」「高句麗に付属した粟末靺鞨族」「高句麗に移住してきた粟末靺鞨」といった見解が好まれる。
897年に唐に対して渤海の大封裔が渤海の席次を新羅より上位にすることを要請したが、唐が不許可にしたことを感謝して新羅の崔致遠が執筆し、新羅王である孝恭王から唐皇帝である昭宗に宛てた公式な国書である『謝不許北国居上表』には「渤海を建国した大祚栄は高句麗領内に居住していた粟末靺鞨人であり、渤海は高句麗領内に居住していた粟末靺鞨人によって建国された」と記録されている。『謝不許北国居上表』は、渤海が存在していた同時代の史料であり、また新羅王から唐皇帝へ宛てた公式な国書であることから史料的価値が極めて高い第一等史料とされる。
大祚栄の父である乞乞仲象は、『新唐書』渤海伝では「舎利乞乞仲象」と記され、『五代会要』渤海伝にも「高麗別種大舎利乞乞仲象，大姓，舎利官，乞乞仲象名也。」とあり、これらは『渤海国記』に基づく記述であり、渤海側の所伝として、乞乞仲象が李尽忠の乱以前に高句麗遺民を率いて営州に居住、舎利という地位にあったことがわかる。乞乞仲象が保有していた舎利という官職は『五代会要』巻三十渤海上に「有高麗別種大舎利乞乞仲象大姓，舎利官，乞乞仲象名也」とあるため官名であることがわかり、『遼史』巻一一六国語解に「契丹豪民耍裹頭巾者，納牛駝十頭，馬百疋，乃給官名曰舎利。」とあることから舎利とは権力の誇示ができる頭巾を欲する豪民が、牛駝と馬を代償として払うことにより得られた官名であることがわかり、『遼史』と『資治通鑑』によると契丹、『冊府元亀』によると靺鞨にはその舎利という官職が存在していたことは確認されているが、高句麗では舎利という官職の存在は確認できない。このことから、父の乞乞仲象が舎利という靺鞨にはあって、高句麗ではまだその存在が確認されていない称号をもっている点を考え合わせると、大祚栄は高句麗に帰化ないし同化していた靺鞨人とみるのがもっとも妥当という意見がある。
一然は『三国遺事』で、大祚栄を粟末靺鞨の酋長とのみ言及し、渤海を「靺鞨ノ別種」と結論付けている。
大祚栄の父の乞乞仲象はおよそ高句麗人とは考えられない靺鞨人の名前であることから、これを大祚栄＝靺鞨人説の根拠にする意見がある。
韓国の『斗山世界大百科事典』は、大祚栄の父親の乞乞仲象について、「高句麗に服属していた粟末靺鞨人の酋長と推測されている」と述べており、同じく韓国の『韓国民族文化大百科事典』も「乞乞仲象は、高句麗に併合された粟末靺鞨族出身で唐の営州地方に移って住んでいた」と述べている。
宋基豪（朝鮮語: 송기호、英語: Song Ki-ho、ソウル大学）は、いくつかの情況から大祚栄は靺鞨人であるが、高句麗に服属していたことから一定の部分高句麗化され、乞乞仲象を経てさらに加速されて靺鞨系高句麗人となったと主張した。李鍾旭（朝鮮語: 이종욱、西江大学）は、渤海には高句麗人が多数暮らし、渤海は高句麗の伝統を受け継ぎ、さらに粟末靺鞨人である大祚栄は高句麗の将軍として勤務していたことがあるので新しい王国を建国する情報と力があった、として大祚栄は高句麗の将軍として勤務していた粟末靺鞨人としている。盧泰敦（朝鮮語: 노태돈、ソウル大学）は、大祚栄は高句麗化した粟末靺鞨人であるとして、明確に靺鞨の血統を受け継いだ人物と主張している。
宋基豪（朝鮮語: 송기호、ソウル大学）は、大祚栄を「粟末靺鞨系高句麗人」と見る見解を提示しており、大祚栄は種族的に高句麗系であるか靺鞨系であるかを判断することができないという留保的解釈がくだしている。
金基興（朝鮮語: 김기흥、英語: Kim, Kiheung、建国大学）は、近年の韓国の歴史学界では、大祚栄を「粟末靺鞨系高句麗人」と見る見解が提示されており、大祚栄の出自を純粋な高句麗人と積極的に主張していないのが実情であると述べている。
韓圭哲（朝鮮語: 한규철、慶星大学）は大祚栄を粟末靺鞨とみなし、粟末靺鞨を松花江付近に住んでいた高句麗地方住民と定義して、大祚栄を粟末靺鞨系高句麗人としている。
李基白と李基東は、大祚栄を「夫余系高句麗人」としている。
考古学的知見
考古学には「『文字のないところ、墓が歴史を語る』という言葉がある。墓はその墓の被葬者あるいは造営者の属する種族の歴史的伝統を反映するものであり、同時にその時代性をもよく反映する。また、階級社会であれば、階級制をも反映する。この意味で、墓制の研究は種族問題を考える手がかりになる」、すなわち、葬祭文化において保守性が最も強くあらわれる。1933年から1934年にかけておこなわれた東亜考古学会による上京龍泉府跡の調査の際、その北西数キロにある「三霊屯」所在の石室墓が調査され、石室はきれいに加工された切石で築かれ、天井は平屋根形であり、内部の発掘は実施せず、古墳周囲の地表面に散在している瓦から、渤海時代のものとした。1949年に中国吉林省敦化市の南方の六頂山古墓群の中腹で貞恵公主墓が発見され、石製の墓誌が出土し、墓誌には「貞恵公主墓□□序」という一文が書かれており、「公主者我 大興宝暦孝感□□□法大王之第二女也 宝暦四年夏四月十四日乙未□□外第 春秋四十諡曰貞恵公主宝暦七年冬十一月廿四甲申陪葬於珍陵之西原」という紀年に関連する一句がある。注目されるのは「珍陵」であり、陵とは王の墓を指す言葉である。貞恵公主墓が発見された当初は「珍陵」は大欽茂の墓とみられていたが、現在では大武芸の墓とみなされており、王承礼（吉林省博物館）や渤海考古学者の田村晃一は、貞恵公主墓の東にある六号墓を「珍陵」と指摘する。しかし、六号墓の天井の構造は不明であるから、種族問題に直接的な解答を与えるものではない。一方、「三霊屯」における最近の調査結果は、渤海の王陵研究に新しい視角を与えるものとして注目される。「三霊屯」所在の石室墓の背後に、新たに二基の古墳があることがわかり、「三霊屯」が三基の古墳からなる陵園であることが判明し、現在は「三霊屯」は「三陵屯」と改称している。大武芸の墓とみられる六頂山古墓群の六号墓は封土の大きさが直径22ｍに達し、墓室は切石でつくられており、「三陵屯」の石室墓が切石を使用していること、「三陵屯」の石室墓の古墳の直径が25ｍくらいであることなど形状・形質の共通点をみると、六頂山古墓群の六号墓が大武芸の墓であっても、おかしくはない。以上から、田村晃一は「（「三陵屯」の）二号墳については、石室が切石で構築され、天井が（高句麗で好まれた）三角持送り法で築かれていること、石室の壁面に女性人物像が描かれていること、人骨や歯牙が多数発見され、児童が多いことなどが明らかにされている。これらのことから、この古墳は王の妻妾の墓と思われ、それが高句麗的手法による墓に葬られていることなどから、王の妻妾は高句麗系であったことが推測される。そして王墓の可能性が高い（「三陵屯」の）石室墓が平天井であったことは、王がむしろ高句麗系ではない可能性が強いことなどを暗示するものといわざるを得ない」と指摘する。

## 論争

### 『旧唐書』と『新唐書』
大祚栄が靺鞨人なのか或いは高句麗人なのかという議論は、『新唐書』の「渤海，本粟末靺鞨附高麗者，姓大氏」という記事と、『旧唐書』の「渤海靺鞨大祚榮者，本高麗別種也」という記事の解釈の相違に起因し、『新唐書』は明確に「大祚栄は高句麗に服属していた粟末靺鞨人」と表記する一方、『旧唐書』は大祚栄の出自を「高麗別種」と曖昧に表記しており、この「高麗別種」をめぐって論争となっている。
渤海に関する二大基本史料は『旧唐書』と『新唐書』であるが、『旧唐書』には「渤海靺鞨大祚榮者，本高麗別種也」とあり、その解釈について韓国の『韓国民族文化大百科事典』は、大祚栄が高句麗人だったのか、或いは靺鞨人だったのかは議論が絶えないが、大祚栄は純粋な高句麗人でもなく、純粋な靺鞨人でもなく、史料に「高麗別種」とあるのはこのためであり、大祚栄は粟末靺鞨出身で、かつて高句麗に亡命していたものとみられると述べており、従って『韓国民族文化大百科事典』の解釈に従うと『旧唐書』は「渤海靺鞨の大祚栄は高句麗に亡命していた粟末靺鞨人」という解釈になる。この『旧唐書』に登場する「高麗別種」の語に留意して、盧泰敦（朝鮮語: 노태돈、ソウル大学）は大祚栄を「高句麗化した粟末靺鞨人」と解釈しており、この解釈に従うと『旧唐書』は「渤海靺鞨の大祚栄は高句麗化した粟末靺鞨人」という解釈になる。一方、宋基豪（朝鮮語: 송기호、ソウル大学）は「高麗別種」を「靺鞨系高句麗人」と解釈しており、この解釈に従うと『旧唐書』は「渤海靺鞨の大祚栄は靺鞨系高句麗人」という解釈になる。渤海に関する二大基本史料のもう一つの『新唐書』には「渤海，本粟末靺鞨附高麗者，姓大氏。（渤海は、もとの粟末靺鞨で、高麗（高句麗）に付属していた。姓は大氏である。）と記しており、高句麗に服属していた粟末靺鞨の出自とある。
国史編纂委員会は、『旧唐書』は「渤海靺鞨の大祚栄は、もと高麗の別種である」とし、『新唐書』は「渤海は、もとの粟末靺鞨で、高麗に付属していた。姓は大氏である」とし、『旧唐書』は「高麗別種」という曖昧な表現で大祚栄の靺鞨的要素と高句麗的要素を同時に言及している一方、『新唐書』は大祚栄の出自を明確に粟末靺鞨としている。『三国遺事』は、朝鮮史書である『新羅古記』を引用して、大祚栄はもとの高句麗武将とし、『帝王韻紀』も大祚栄をもとの高句麗武将と述べており、『高麗史』及び『高麗史節要』は、渤海は粟末靺鞨としつつも「高句麗人大祚栄」と規定している。一方、崔致遠は『謝不許北国居上表』において、大祚栄は元の粟末靺鞨としており、『三国遺事』は、中国史書である『通典』を引用して「渤海は元の粟末靺鞨で、その酋長である大祚栄に至って国を建国した」としており、大祚栄を粟末靺鞨と規定しており、大祚栄の出自を説明する『旧唐書』「高麗別種」、『新唐書』「本粟末靺鞨附高麗者」、『新羅古記』「高麗旧将」を総合して大祚栄の出自を紐解くと、渤海を建国した粟末靺鞨は松花江一帯を居住地としており、早くから高句麗と隣接していた。靺鞨は軍事力が優れており、高句麗と周辺国家との戦争では靺鞨が高句麗と共同戦争を行っていることを史料で確認することができ、645年の唐の第一次高句麗出兵において、唐太宗が捕虜となった高句麗人を解放する代わりに靺鞨人3300人を埋め殺し、654年には高句麗が靺鞨と連合して契丹を攻撃しており、655年には高句麗が百済と靺鞨が連合して新羅の北辺境に侵攻しており、左様に靺鞨は高句麗と連合して、積極的に参戦している。6世紀末に高句麗が粟末靺鞨地域に進出し、粟末靺鞨は高句麗に服属したが、大祚栄の先祖はこの時に高句麗に服属し、高句麗に移住したみられる。従って、『旧唐書』「高麗別種」とは、大祚栄の種族が「高句麗とは他の種族」であることを意味し、即ち、大祚栄の種族は「粟末靺鞨」であり、大祚栄の先祖が高句麗に移住し、靺鞨特有の軍事力を発揮して、高句麗の武将の地位に上り詰め、粟末靺鞨でありながら高句麗の武将として軍功をあげた。大祚栄は高句麗で生活していることから、ある程度高句麗化され、まさに『旧唐書』「高麗別種」とは、粟末靺鞨でありながら高句麗化された大祚栄を意味し、父の乞乞仲象が靺鞨名であることとは異なり、姓は大、名は祚栄という漢姓漢名であることを鑑みると、父の乞乞仲象よりもある程度高句麗化していることが伺われ、大祚栄は高句麗滅亡後、高句麗遺民の身分で営州に強制移住され、契丹が暴動の混乱に乗じて、他の高句麗遺民と靺鞨などを結集して営州を脱した。結局、『旧唐書』「高麗別種」、『新唐書』「本粟末靺鞨附高麗者」、『新羅古記』「高麗旧将」と多様に記録された大祚栄の出自は「大祚栄は粟末靺鞨でありながら、高句麗に移住し、高句麗化したもとの高句麗武将」という複合的アイデンティティをもつ大祚栄を説明していると結論付けている。
송영현（西江大学）は、「『三国遺事』は、渤海は靺鞨の別種としており、つまり『三国遺事』は渤海を靺鞨の別種とみており、これは『三国遺事』を記述した一然が渤海を靺鞨とみていることを意味している。中国人は高句麗を東夷伝で扱い、靺鞨及び渤海は北狄伝で扱っており、当時の中国人は渤海と高句麗を同一視していないことを意味する。そして『三国遺事』も大祚栄は粟末靺鞨の酋長であることを明らかにしている。従って、高句麗の建国勢力は高句麗遺民だけではなく、靺鞨族になる。…『謝不許北国居上表』の内容からすると、少なくとも新羅人である崔致遠は渤海人を同族だと考えていなかったように思われる。つまり、渤海は高句麗だったかも知れないが、新羅人は渤海人と歴史共同体意識を共有していない」と述べている。
張碧波（中国辺疆史地研究センター）は、「別種」とは古代の中国史家が、民族の源流・民族関係を記述するときに作成した特有の概念であり、「別種」とは「本種」とは異なるという意味であり、従って「高麗別種」とは渤海が高句麗王家から派生した政治勢力という意味ではなく、中華民族の形成過程では、民族文化の衝突・交流・融和の複雑なプロセスを経て、民族の遷移は絶えず行われ、民族と民族の分裂と統一、変化と帰付の状況は非常に複雑化し、『新唐書』はこの複雑なプロセスを認識して『旧唐書』の「高麗別種」という曖昧な表現を「渤海本粟末靺鞨附高麗者，姓大氏」と明確に記録したと主張した。
王成国（遼寧省社会科学院歴史研究所）は、「高麗別種」とは高句麗の別部という意味であり、乞乞仲象・大祚栄を首領とする粟末靺鞨はかつて高句麗の支配下にあり、粟末靺鞨が遼西の営州に移住する前、粟末靺鞨は高句麗に支配され、粟末靺鞨は高句麗の別働部隊として、長期間高句麗と一緒に生活し、共に戦争を戦ったので、『旧唐書』の編纂者は粟末靺鞨を高句麗の別種と史書に書いたと述べている。また、『旧唐書』「渤海靺鞨大祚榮者，本高麗別種也。」を単なる大祚栄と高句麗の継承関係を示す表現としてのみ解釈できないのは、「『本』高麗別種」すなわち「『もと』高句麗の別種」とあることである。『旧唐書』の撰者が大祚栄の出自を高句麗の「本流」と考えず、高句麗の「支流」として取り扱っており、渤海建国以前から大祚栄が高句麗と分離していたとみることができる集団の所属であることを強く示唆しており、『旧唐書』の同記事では、大祚栄の渤海建国後、渤海に集合した高句麗人を「高麗」と表記しており、「高麗別種」という表現を使用していない点を考慮せねばならないと指摘している。
姜守鵬（東北師範大学）は、中国の古代文献では「別種」とは、すでに決められた含意があると主張しており、 「別種」とは「別族」と同様の意味である「他種」という意味であり、「同種」の末裔・傍系は「分種」であって「別種」ではなく、「別種と別部は同じである。それぞれ互いに同じ政治共同体に属しているが、種族上ではそれぞれ互いに異なる部落」と述べており、靺鞨人である大祚栄が、何故「高句麗」という種族の「別種」即ち「高麗別種」と記述されたのか、逆にいうと靺鞨人である大祚栄は「靺鞨別種」と記述されなかったのか（即ち「靺鞨別種」は靺鞨人を意味しないのか）について考察している。史料上、ある種族が「A族」という種族の「別種」と称される場合の両者の関係性は、「A族別種」と「A族」という種族は一つの種族ではなく、「A族別種」と称される種族は、かつて「A族」という種族に征服されたり、あるいは「A族」という種族に臣服しており、「A族」という種族の故地で生活し、生活や習俗が「A族」という種族といくつかの共通点があるため「A族別種」と称され、当然、長期間の歴史の発展過程において「A族別種」が「A族」という種族と融合して最終的に一体になるあるいは融合して新たな種族になることも有りうるが、それは最終結果であり、初期段階の「A族別種」と称されるときは、「A族別種」と「A族」という種族とは異なる種族に属しているという事実は否定できず、この「別種」の理解に基づいて「渤海靺鞨大祚榮者，本高麗別種也」を解釈すると、渤海の建国者である大祚栄はかつて高句麗に隷属していた粟末靺鞨人となり、このため『旧唐書』は、大祚栄を「高麗別種」と呼んだと主張した。また、姜守鵬（東北師範大学）は、『旧唐書』は、渤海を「北狄伝」に収めて北狄の一員として扱っており、「高麗別種」とあるにもかかわらず、高句麗を収めた「東夷伝」には収めておらず、一方、高句麗は「東夷伝」に収めて東夷の一員として扱い、『旧唐書』編纂者は大祚栄が属する渤海を高句麗と明確に異民族と区別していることを指摘している。
王健群（吉林省文物考古研究所）は、中国史書に登場する「別種」とは「同種とは異なるが、隷属していた者」を指し、『旧唐書』「高麗別種」とは「高句麗と同種とは異なるが、高句麗に隷属していた者」という意味であり、従って『旧唐書』は「大祚栄は高句麗と同種とは異なるが、高句麗に隷属していた者」としか解釈できず、それを『新唐書』は「もとの粟末靺鞨で、高麗に付属していた。姓は大氏である」と明確に説明しているだけであり、さらに、『旧唐書』が大祚栄を「高麗人」とせずに「高麗別種」と呼んだ点を指摘している。つまり、「高句麗人」なら敢えて「別種」という必要がないということである。『旧唐書』巻百二十四には、高句麗人である李正己を「李正己，高麗人也。」と記載しており、大祚栄が高句麗人であるなら李正己同様に「高麗人」と直接書くはずであり、「高麗別種」などと曖昧に記載しないと指摘している。
劉毅（遼寧大学）は、『新唐書』と『旧唐書』の編纂過程上、全体的に『新唐書』の方が『旧唐書』より優れており、仮に『旧唐書』の記事を「大祚栄は高句麗人」と仮定しても、『新唐書』の方が優れているため『新唐書』の記事が正しいと主張している。劉毅は、『新唐書』は『旧唐書』の多くの問題点を修正している事実上の『旧唐書』改訂版であり、『新唐書』は『旧唐書』が参考していない新史料、なかでも渤海に滞在して渤海を直接見聞し、その民族、政治、経済、文化、社会風俗に関する正確な記録を残した張建章の『渤海国記』を参照しており、編纂者の主観的な判断に基づいた『旧唐書』よりもはるかに優れていると評価し、「別種という意味について、増村宏氏は『旧新両唐書日本伝の検討』の文中で、『各史籍について別種の用語を検討すれば、（1）唐代史料に多用され、唐代史書に準じて『旧唐書』の多用が注意される。（2）別種の多用は唐代史書の一つの書法である。（3）別種は当該民族・国人の自言を表すものではなく、中国側（史書撰述者をふくむ）の判断である。』と考察する。また、朱国忱・魏国忠氏は『渤海史稿』に、『別種と本種、或いは正胤とが違った二つの概念であり、その区別は明かな事であろう。』と論ずる。以上の両説によれば、『高麗の別種』という意味は、『高麗の本種』ではないという中国の史書撰述者の判断であったと分かる。『旧唐書』渤海伝の文を見ると、史書撰述者はまず『渤海靺鞨の大祚栄』と明記し、すなわち大祚栄の所属する民族は靺鞨であるとみられ、後の『高麗の別種』の用語は史書撰述者の劉昫などの判断であろう。しかしながら、読む者の理解には差があるので、間違った結論を出す疑いもあるであろう。これに対して、『旧唐書』の改正版である『新唐書』が、その渤海関連記事にはさらに大祚栄の所属する民族を、直接に『もと粟末靺鞨』と書き直している。これが事実に基づく定説であろうと考える」「『新唐書』渤海伝に、『睿宗先天中，遣使拜祚榮爲左驍衛大將軍，渤海郡王，以所統爲忽汗州，領忽汗州都督，自是始去靺鞨號，專稱渤海。』とある。唐の先天年間（七一三）まで、大祚栄の国号は『靺鞨』といったことが知られる。大祚栄の十七年（唐開元二年、七一四）、唐の冊封使の崔忻は唐へ復命する途中で今日の遼東半島に達した。この重大な歴史的意義を持つ冊封使としての活動を記念して、今日の旅順港付近の黄金山の麓に井戸が二つ掘られた。一九〇六年、この著名な『鴻臚井欄題記』が発見されたが、その碑文に、『勅持節宣労靺鞨使鴻臚卿崔忻井両口永為記験 開元二年五月十八日』と書かれる。これによれば、靺鞨こそ渤海であって、渤海こそ靺鞨であることが知られる」と述べている。
宋基豪（朝鮮語: 송기호、ソウル大学）は、『旧唐書』「高麗別種」とは、『新唐書』「本粟末靺鞨附高麗者（もとの粟末靺鞨で、高麗に付属していた者）」のことであると解釈している。
卞麟錫（朝鮮語: 변인석、英語: Pyun, In-seok、亜洲大学）は、「『旧唐書』と『新唐書』の見解を組み合わせて解釈することは避けねばならず、何故なら『旧唐書』と『新唐書』では異なる見解を示しているからである」として、朴時亨は「別種」を「亜種」と解釈しているが、「別種」とは生物でいう「亜種」という意味の「変種」ではなくて従属関係をあらわしており、従って「別種」とは「亜種」「変種」であるという主張には賛成できず、中国史書でみられる「別種」とは主体の支配階層ではなく、他系統という意味であり、高句麗が滅びると、その遺民と靺鞨や突厥は営州に移されていたが、大祚栄もこれらとともに雑居地である営州に移り、大祚栄が靺鞨に分投し、散乱した理由は定かではないが、大祚栄が靺鞨人とともに一団となった事実だけでも旧高句麗人と靺鞨人を中心とした連合体の指導者であることは間違いなく、複数の部族の混在的な性格をもつ連合体の実体を把握することができなかった中国史書が高句麗中心の連合体と誤って解釈したものが「別種」であり、編纂した史官が、中国史書の伝統的な民族系統から平易に機械的に踏襲して「別種」或いは「別部」を使用したものであり、「別種」という単語は史官が前代の記録を踏襲したものとみる。従って『旧唐書』を「渤海靺鞨大祚栄は、本来、高句麗別種である」というように「別種」を「変種」の意味で解いてはならず、『新唐書』巻二十二には、高句麗や百済について「扶餘別種」とあり、高句麗と百済の支配層は本来夫余から割れた種であることを鑑みて、渤海が多民族国家であることを主眼に置くと、大祚栄が高句麗人か或いは靺鞨人であるかは不明であるが、「高麗別種」とは渤海の支配層が高句麗系であることを指しているのではないかと推測できると主張している。
魏国忠（黒竜江省社会科学院歴史研究所）と郝慶云（黒竜江省社会科学院歴史研究所）は、『旧唐書』「高麗別種」は、別種はもともと同種から分かれた分種ではなく、種族的に異なる部落を指すものであり、大祚栄が靺鞨族としてかつて高句麗の統治に隷属したことから「高麗別種」と呼ばれたものと理解しており、さらに『旧唐書』「渤海靺鞨大祚榮者，本高麗別種也」記事の「高麗別種」の解釈以前に、そもそも「渤海靺鞨大祚榮者，本高麗別種也」として大祚栄が靺鞨であることを宣言しており、実質的に『新唐書』と『旧唐書』は矛盾しておらず、『新唐書』の「粟末靺鞨附高麗者」とは『旧唐書』の「高麗別種」を指していると指摘している。
1. 高句麗説に立つ者が主に依拠する『旧唐書』北狄伝の記載には、文中に「渤海靺鞨の大祚栄」と明記されている。すなわち渤海政権を樹立した大祚栄は靺鞨人であるという大前提の下で、初めてそれが「高麗の別種」だと明示しているのである。以上のことから、これと『新唐書』北狄伝にある「渤海は、本粟末靺鞨の高麗に付く者にして、姓は大氏」の文とは、根本的に違いがないことがわかる。両者はともに大氏の所属する民族を靺鞨であると明確に示しており、『新唐書』はそれが粟末靺鞨だということをさらに指摘しているにすぎない[67]。
2. 高句麗説の論者が根拠としている『旧唐書』さえも、渤海および大祚栄政権を記述するにあたって、同様にこれを「渤海靺鞨」と称し、さらに渤海を「北狄伝」の中に置いて「北狄」の一員として扱っており、「高麗の別種」とあるにもかかわらず、高句麗のことを記録する「東夷伝」の中には収めていないのである。編者の念頭には、渤海は「北狄」であり、高句麗は「東夷」であって、両者は異なる種族に属するものであるとする認識があった[67]。
3. 公平な目で論ずると、『新唐書』は遅れて編纂されているので、『旧唐書』に比べて利用できる史料がより多く、唐の張建章の『渤海国記（中国語版）』のような第一級の史料を包括していて、史料的価値は『旧唐書』本伝よりも高い。とりわけ、大氏の系統が「高麗に付く者」という一句は、まさしく『旧唐書』の「高麗の別種」の概念に、適切な説明を提供しているのである[67]。
4. 各方面の史料を総合的に分析すると、隋の時代の突地稽（中国語版）兄弟に率いられた粟末靺鞨人の内遷は、決して粟末靺鞨部族全体に及ぶものではない。『隋北蕃風俗記』の記事によると、その中の厥稽部・忽使来部など八部の兵数はわずかに千人にすぎない。このほか、一部は故地に留まり、その中の多くは前後して高句麗政権の属民になるか、高句麗政権に帰服したのである。後に、唐が高句麗を滅ぼすと、一部の「高麗に付く者」も高句麗の遺民に従って、唐政権によって遼西および中原の各地に移された。渤海の始祖である大祚栄の一族は明かにこの「高麗に付く者」の中の有力な一族であった。高句麗に帰服した粟末靺鞨人の地位は、まさにかつて匈奴によって征服され、匈奴の属部にされた鉄勒人と同様であり、したがって鉄勒人が匈奴の「別種」と称されたのと同様に、靺鞨人は『旧唐書』の編者によって「高麗の別種」と記載されたのである。以上のことから、両唐書がそれぞれ記載する「高麗の別種」と「高麗に付く者」とは同一の概念であって、「高麗の別種」だから高句麗人であるという結論は根本的に出し得ないことがわかる[67]。
5. 大氏一族を含む靺鞨諸部の「高麗に付く者」が、高句麗に付属しているかあるいはその属部になっているかであって、決して高句麗と同族でないことはきわめて明確である。靺鞨諸部の人間と高句麗人との間の厳格な区別は、両者が敵対している時ばかりではなく、靺鞨人が高句麗の属部あるいは帰服者になった後にも、両者の間には依然として文化・習俗や生産・生活様式などの面で明らかに違いがった。たとえば高句麗の滅亡から渤海の樹立に至るまで、双方が交錯雑居していたにもかかわらず、軍事上の共同作戦にしろ、日常の生活労働にしろ、靺鞨人はすべて高句麗人とは厳格に区別され、二つの異なる民族とされていた。両唐書の渤海伝は大祚栄の政権樹立の経過を記述するにあたって、ともに大祚栄が「高麗、靺鞨の衆を合わせ」たとか、「祚栄は驍勇にして善く兵を用う。靺鞨の衆及び高麗の余燼は、稍稍（しだい）に、之に帰す」、「高麗の逋残（逃散した敗残兵）、稍く之に帰す」や「高麗、靺鞨の兵に因りて、（李）楷固（将軍）を拒む」などと明言しており、いずれも靺鞨人を「高麗に付く者」と見なしており、それが高句麗人に同化したという例証はない[67]。

朝鮮時代の許穆、李瀷、安鼎福、柳得恭などは、すでに『旧唐書』と『新唐書』を折衷的に解釈する傾向を示しており、『旧唐書』の「高麗別種」とは『新唐書』の「本粟末靺鞨」のことであるとしており、「高麗別種」＝「粟末靺鞨人」としている。
森部豊は、「営州付近に、高句麗の別種である大祚栄の集団がおり」、「高句麗滅亡時に、高句麗の『別種』である大祚栄の集団が営州近辺にいたこと明らかであり、その中に高句麗人が含まれていたことが示唆されるのである」と述べている。
石井正敏は、「渤海の建国者大祚栄（あるいは父の乞乞仲象も）が粟末靺鞨人であることは間違いないと思われる。しかしその一方で『高麗別種』あるいは『附高麗者』とされている。すなわちこれらの表現するところは大祚栄をはじめとする王族はかつて高句麗に所属していた靺鞨人、いわば高句麗系靺鞨人（靺鞨系高句麗人）であったということである。大祚栄が『高麗別種』・『附高麗者』と表現されていることは、『その附隷の関係が一般の者より格別深密であったために相違なく、…その深密な附隷関係を通して彼等が事実上高句麗人化していたためでなければならぬ』といった理解はまず間違いないであろう。同じく靺鞨人であっても、すでに高句麗化が進んでいることから、区別されているのであろう。大祚栄周辺で建国に中心的な役割を果たし、やがて支配層に属するような人々は、このような高句麗系靺鞨人（靺鞨系高句麗人）が多数を占めたであろうことは容易に推測される。支配層に属する人々は言語の面でも、あるいは文化の面でも相当に高句麗化が進んでいたのかも知れない。狩猟・漁撈を主な生業とする移動性の靺鞨人系と定着性のある高句麗人系との区分が反映しているのではないか、との指摘もある」と述べている。

### 乞乞仲象と大祚栄の関係
『新唐書』渤海伝では、乞乞仲象と大祚栄は父子関係となっているが、『旧唐書』には乞乞仲象の名は出てこないこと、また乞乞仲象は靺鞨名でありながら大祚栄は漢名であることなどを根拠に、池内宏は乞乞仲象は営州にいたときの本名、大祚栄は渤海の基を開いた後に用いた漢名であるとして、乞乞仲象と大祚栄は異名同人と主張し（『満鮮史研究』）、鳥山喜一は乞乞仲象と大祚栄は父子関係ではないそれぞれ別個の存在と主張し（『渤海史上の諸問題』）、新妻利久は乞乞仲象と大祚栄は父子関係と主張している(新妻利久 1969)。
李尽忠の乱が起きたときに渤海建国の母体となった高句麗遺民集団と靺鞨集団が営州から東走したとされるが、このうち靺鞨集団を率いたのは乞四比羽であり、高句麗遺民集団の指導者は『旧唐書』で大祚栄、『新唐書』は乞乞仲象とあって異なる。これについて『新唐書』が参照した『渤海国記』の史料的性格を検討した古畑徹は、乞乞仲象-大祚栄という父子関係を認めた上で大祚栄に唐に叛いた者という傷を負わせないための渤海側の思慮によるものであり、事実として承認できるのは乞乞仲象が大祚栄の父であるということのみであるという見解を提出している。

## 登場作品

### テレビドラマ
- 大祚榮（韓国KBS、2006年）演：チェ・スジョン